# Yitzhak Rabin (musikalbum)
Yitzhak Rabin är ett studioalbum av den ivorianska reggaeartisten Alpha Blondy. Det utkom 1998 och är inspelat i Tuff Gong studios i Kingston, Jamaica. Albumet är gjort till minne av den israeliske premiärministern Yitzhak Rabin som mördades 1995.

## Låtlista
Samtliga låtar skrivna av Alpha Blondy.
1. "New Dawn" - 4:17
2. "Yitzhak Rabin" - 5:13
3. "Assinie Mafia" - 4:48
4. "Les Imbéciles" - 3:49
5. "Armée Française" - 4:33
6. "Hypocrite" - 3:57
7. "Guerre Civile" - 4:20
8. "Saraka" - 4:00
9. "Les Larmes de Thérese" - 3:25
10. "Lalogo" - 4:40
11. "Maimouna" - 4:12
12. "Bakoroni" - 4:18